# Johannes Ursprung
Johannes Ursprung (* 3. Februar 1991) ist ein deutscher Leichtgewichts-Ruderer. Bei Weltmeisterschaften gewann er 2016 eine Goldmedaille und 2022 eine Bronzemedaille.

## Karriere
Johannes Ursprung nahm 2015 als Ersatzmann an den Weltmeisterschaften teil. 2016 bildete er zusammen mit Patrik Stöcker, Florian Roller und Cedric Kuhlbach einen Leichtgewichts-Doppelvierer. Bei den Weltmeisterschaften 2016 in Rotterdam, die nur in den nichtolympischen Bootsklassen ausgetragen wurden, gewann dieser Doppelvierer den Titel vor den Booten aus Frankreich und Griechenland. Im Jahr darauf bei den Weltmeisterschaften in Sarasota belegte der deutsche Leichtgewichts-Doppelvierer mit Edvin Novak, Jonas Ningelgen, Joachim Agne und Johannes Ursprung den siebten Platz.
Nach drei Jahren ohne Start bei internationalen Meisterschaften trat Ursprung bei den Europameisterschaften 2020 im Leichtgewichts-Einer an und erreichte den zwölften Platz. 2022 bildeten Simon  Klüter, Johannes Ursprung, Fabio Kress und Joachim Agne den deutschen Leichtgewichts-Doppelvierer. Die Crew siegte bei der dritten Regatta im Ruder-Weltcup vor den Niederländern. Bei den Europameisterschaften in München traten ebenfalls nur zwei Boote an. Die Italiener siegten, für die zweitplatzierten Deutschen gab es keine Medaille. Einen Monat später bei den Weltmeisterschaften in Račice u Štětí waren im Finale des Leichtgewichts-Doppelvierers fünf Boote am Start. Die Italiener siegten vor den Chinesen und den Deutschen.
Bei Deutschen Meisterschaften siegte Johannes Ursprung 2012 im Leichtgewichts-Doppelvierer, es war allerdings nur ein Boot am Start. Danach wurden in dieser Bootsklasse keine Deutschen Meisterschaften mehr ausgetragen. Von 2015 bis 2017 belegte er dreimal in Folge den zweiten Platz im Leichtgewichts-Doppelzweier. 2019 siegte er in dieser Bootsklasse mit Julian Schneider. 2021 folgte ein weiterer Meistertitel, diesmal zusammen mit Berkay Güneş aus Heidelberg.
Johannes Ursprung ruderte 2012 für den RV Hellas Offenbach, ab 2015 trat er für die Frankfurter Rudergesellschaft Germania 1869 an.